# Байков, Сергей Владимирович
Сергей Владимирович Байков (род. Куйбышев) — советский и российский хоровой и оперный певец (бас), народный артист России (1994).

## Биография
Сергей Владимирович Байков родился в Куйбышеве (ныне Самара). Учился в Куйбышевском музыкальном училище.
В 1982 году окончил Московский музыкально-педагогический институт им. Гнесиных (класс Н. А. Вербовой и К. П. Лисовского).
По приглашению руководителя хора Владимира Минина стал солистом Московского камерного хора и с 1982 года был солистом Московской государственной академической филармонии.
С 1987 года стал также солистом Государственного русского хора СССР.
Работал также с такими коллективами, как Токийский камерный оркестр, Берлинский камерный оркестр, Варшавский симфонический оркестр, оркестр «Радио Франс», Российский национальный оркестр, «Виртуозы Москвы», «Санкт-Петербург Камерата», театр-шоу «Гжель», Большой академический хор Гостелерадио, Мужской хор Московской патриархии, Камерный оркестр Литовской ССР, а также с инструментальным ансамблем «Русская душа» под руководством Виктора Темнова. Был солистом московского театра «Арбат-опера».
В репертуаре певца «Реквием» Моцарта, «Месса» си-минор Баха, «Мессия» Генделя, «Торжественная месса» Россини, 13-я и 14-я симфонии Шостаковича, «Колокола» Рахманинова, произведения русских, советских и зарубежных композиторов — Свиридова, Чайковского, Брамса, Бетховена и многих других. Гастролировал в Испании, Италии, Франции, Швеции, Австрии, Германии, Японии, Греции, Португалии, Голландии, Швейцарии, Англии, Северной и Южной Корее, Китае, ЮАР, Мексике, США.
С 2009 года работает в Камерном музыкальном театре им. Б. А. Покровского (с 2018 года — солист Камерной сцены им. Б. А. Покровского Большого театра России).

## Награды и премии
- Заслуженный артист РСФСР (30 ноября 1988)[1].
- Народный артист Российской Федерации (6 июля 1994) — за большие заслуги в области музыкального искусства[2].

## Оперные партии
- «Фальстаф» Верди — Фальстаф
- «Свадьба Фигаро» В. А. Моцарта — Фигаро и граф Альмавива
- «Так поступают все» Моцарта — дон Альфонсо
- «Севильский цирюльник» Дж. Россини — Фигаро
- «Моцарт и Сальери» Римского-Корсакова — Сальери
- «Бег» Н. Сидельникова — белый главнокомандующий, Гурин, Скунский
- «Черевички» П. Чайковского — Светлейший, Чуб, Пан Голова
- «Юбилей» С. Кортеса — Шипучин
- «Век DSCH» по произведениям Д. Шостаковича — революционер Федулов, Епископ
- «Юлий Цезарь и Клеопатра» Г. Ф. Генделя — Курий
- «Пиноккио» Пьеранджело Вальтинони — Манджиофуоко
- «Контракт для Пульчинеллы с оркестром, или Посторонним вход разрешен» по мотивам произведений Дж. Б. Перголези и И. Стравинского — Коладжанни
- «Нос» Д. Шостаковича — чиновник из газетной экспедиции
- «Ростовское действо» Д. Ростовского — Брань
- «Ревизор» В. Дашкевича — Артемий Филиппович Земляника, попечитель богоугодных заведений
- «Сервилия» Н. Римского-Корсакова — Претор
- «Четыре самодура» Э. Вольфа-Феррари — Маурицио
- «Холстомер» Н. Сидельникова — Генерал
- «Мелкий бес» А. Журбина — Его Превосходительство
- «Джанни Скикки» Дж. Пуччини — Спинеллоччо
- «Пиноккио» П. Вальтинони — Манджиофуоко